# Siv Bråten
Siv Bråten Lunde (* 31. Dezember 1960) ist eine frühere norwegische Biathletin.
Siv Bråten war eine der erfolgreichsten norwegischen Biathletinnen der 1980er Jahre, die vor allem in Staffelwettbewerben internationale Erfolge erreichte. Bråten belegte bei den erstmals ausgetragenen Europacup-Wettbewerben in der Saison 1982/83, aus denen später der Biathlon-Weltcup der Frauen wurde, hinter ihrer Landsfrau Gry Østvik den zweiten Platz in der Gesamtwertung. Bei den erstmals für Frauen durchgeführten Biathlon-Weltmeisterschaften 1984 in Chamonix gewann sie gemeinsam mit Sanna Grønlid und Østvik hinter der Staffel der Sowjetunion die Silbermedaille. Im Einzel wie auch im Sprint belegte sie Rang sechs. 1985 in Egg am Etzel erreichte die norwegische Staffel in derselben Besetzung wie im Vorjahr erneut Platz zwei hinter der Sowjetunion. Im Einzel erreichte sie Platz sieben. Die persönlich erfolgreichste WM lief Bråten 1986 in Falun. Im Einzel musste sich die Norwegerin einzig Eva Korpela geschlagen geben und gewann die Silbermedaille, im Sprint wurde sie Siebte und mit Grønlid und Anne Elvebakk wurde sie im Staffelrennen zudem hinter der Sowjetunion und Schweden Dritte. Ihre letzte WM lief sie 1987 in Lahti, wo sie im Sprint Fünfte, im Einzel Sechste und mit der Staffel erneut Dritte wurde.
National gewann Bråten 1984 in Vossestrand ihre erste Medaille. Mit Grønlid und Marit Horgen gewann sie mit dem Team Opplands die Silbermedaille im Staffelwettbewerb. Ein Jahr später gewann sie in Fyresdal mit Anita Håkenstad und Grønlid den Titel. Im Einzel belegte Bråten hinter Østvik den zweiten Rang. In Geilo konnte sie 1986 ebenso wie 1987 in Tromsø sowohl im Einzel wie auch im Sprint und mit der Staffel die Titel gewinnen. Bei den 1988er Titelkämpfen in Tingvoll und Dombås erreichte die mittlerweile international zurückgetretene und für Hedmark startende Athletin mit Unni Kristiansen und Elin Kristiansen Silber im Staffelrennen.
Bråten ist mit dem norwegischen Sportreporter Ola Lunde verheiratet.

## Belege
1. ↑  NM Senior. Norges Skiskytterforbund – skiskyting.no, 2007, archiviert vom Original am 6. März 2012; abgerufen am 10. Mai 2010 (norwegisch).
2. ↑  Skiskyting NM de 6 beste. Hans Christian Lysaker resultatservice – www.hanslysaker.net, 2010, archiviert vom Original am 19. August 2013; abgerufen am 10. Mai 2010 (norwegisch).

| Personendaten    | Personendaten                               |
| ---------------- | ------------------------------------------- |
| NAME             | Bråten, Siv                                 |
| ALTERNATIVNAMEN  | Bråten Lunde, Siv; Lunde, Siv; Bråthen, Siv |
| KURZBESCHREIBUNG | norwegische Biathletin                      |
| GEBURTSDATUM     | 31. Dezember 1960                           |